# Ilha das Galinhas
Ilha das Galinhas är en ö i Guinea-Bissau. Den ligger i den sydvästra delen av landet, 50 km söder om huvudstaden Bissau. Arean är 50 kvadratkilometer.
Terrängen på Ilha das Galinhas är mycket platt. Öns högsta punkt är 35 meter över havet. Den sträcker sig 8,1 kilometer i nord-sydlig riktning, och 10,0 kilometer i öst-västlig riktning.  I omgivningarna runt Ilha das Galinhas växer i huvudsak städsegrön lövskog.